# Edmilson Alves
Edmilson Alves (født 17. februar 1976) er en brasiliansk fodboldspiller.